# Mercator (schip, 1932)
De Mercator is een driemaster, die ligt afgemeerd in de jachthaven van de Belgische havenstad Oostende. Het museumschip uit 1932 ligt tussen het station en het stadhuis. Het is een beschermd monument en wellicht het bekendste schip van België, met elk jaar vele duizenden bezoekers.

## Bouw
Deze barkentijn is ontworpen door de poolreiziger Adrien de Gerlache (1866-1934), als opleidingsschip voor de koopvaardijvloot. Het werd in Leith, Schotland gebouwd en te water gelaten in 1932. Op 5 september 1932 vertrok de Mercator op zijn eerste reis. Het schip vertoonde aanvankelijk enkele bouwtechnische problemen, die later opgelost werden. Het werd tevens gebruikt voor wetenschappelijke waarnemingen.
Het schip heeft vijftien zeilen met een totale oppervlakte van 1600 m². Hierdoor kon bij gunstige zeilomstandigheden dertien knopen behaald worden.

## Opleidingsschepen
De Mercator was de laatste in een reeks van vijf Belgische opleidingsschepen:
- Comte de Smet de Naeyer: 1905-1906
- Comte de Smet de Naeyer II: 1907-1932
- R.C. Rickmers: 1907-1908
- L'Avenir: 1908-1932
- Mercator: 1932-1960

## Wachten
De wachten op het schip werden uitgevoerd door drie ploegen van twintig man volgens de "klassieke wacht". De wacht op de brug bestond uit één officier en drie cadetten. De twee andere wachten, onder leiding van een officier, stonden klaar voor de zeilmanoeuvres.

## Geschiedenis

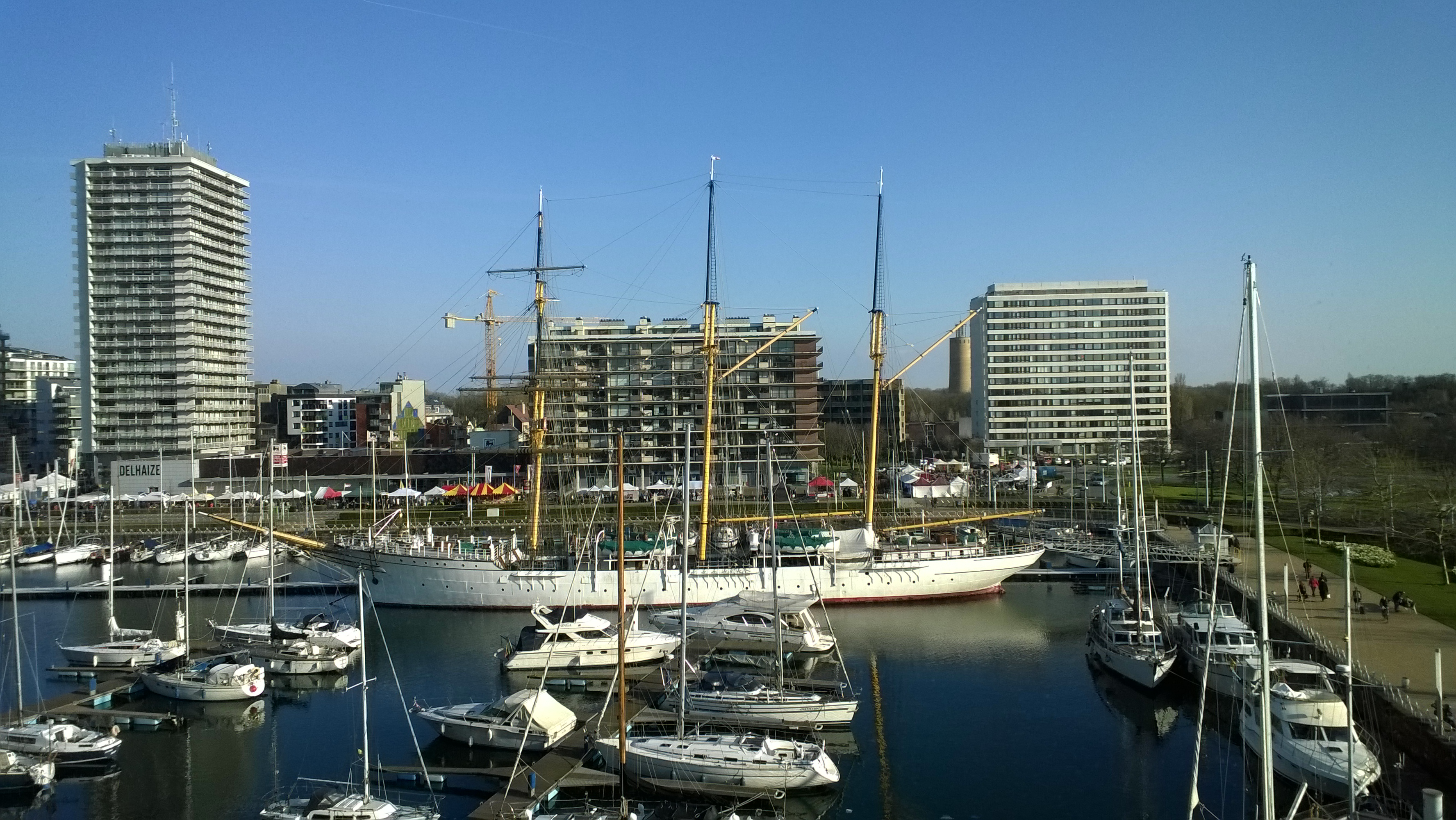
Zeilschip Mercator te Oostende

Behalve een schoolschip, was de Mercator varende ambassadeur op wereldtentoonstellingen en plechtigheden en nam deel aan races, waarvan het de race Oslo-Oostende won.
De zevende reis (3 oktober 1934 - 21 mei 1935) was een wereldomvaart waarbij de Frans-Belgische Paaseilandexpeditie werd opgepikt. De Mercator bracht ook twee moais mee: voor de Fransen een hoofd dat op het strand van Anakena lag en voor de Belgen de Pou Hakanononga. Het was een hele opgave om deze zware beelden aan boord te krijgen van de Mercator, die voor anker lag op 250 m voor de kust van het eiland.
Op de negende reis (14 oktober 1935 - 4 mei 1936) bracht de Mercator het stoffelijk overschot van Pater Damiaan terug. Dit was overgebracht door het Amerikaanse schip Republic van Honolulu naar Christchurch, waar de Mercator voor anker lag. De operatiekamer aan boord deed dienst als rouwkapel. De plechtige ontvangst in Antwerpen gebeurde in bijzijn van koning Leopold III en kardinaal Van Roey.
In al die tijd heeft de Mercator slechts twee gezagvoerders gekend. Eerst Remi Van de Sande (1893-1969) van 1932 tot 1955, opgevolgd door Roger Ghys (1923-2012) van 1955 tot 1960. Deze laatste was zelf cadet geweest aan boord van de Mercator.

### Tweede Wereldoorlog

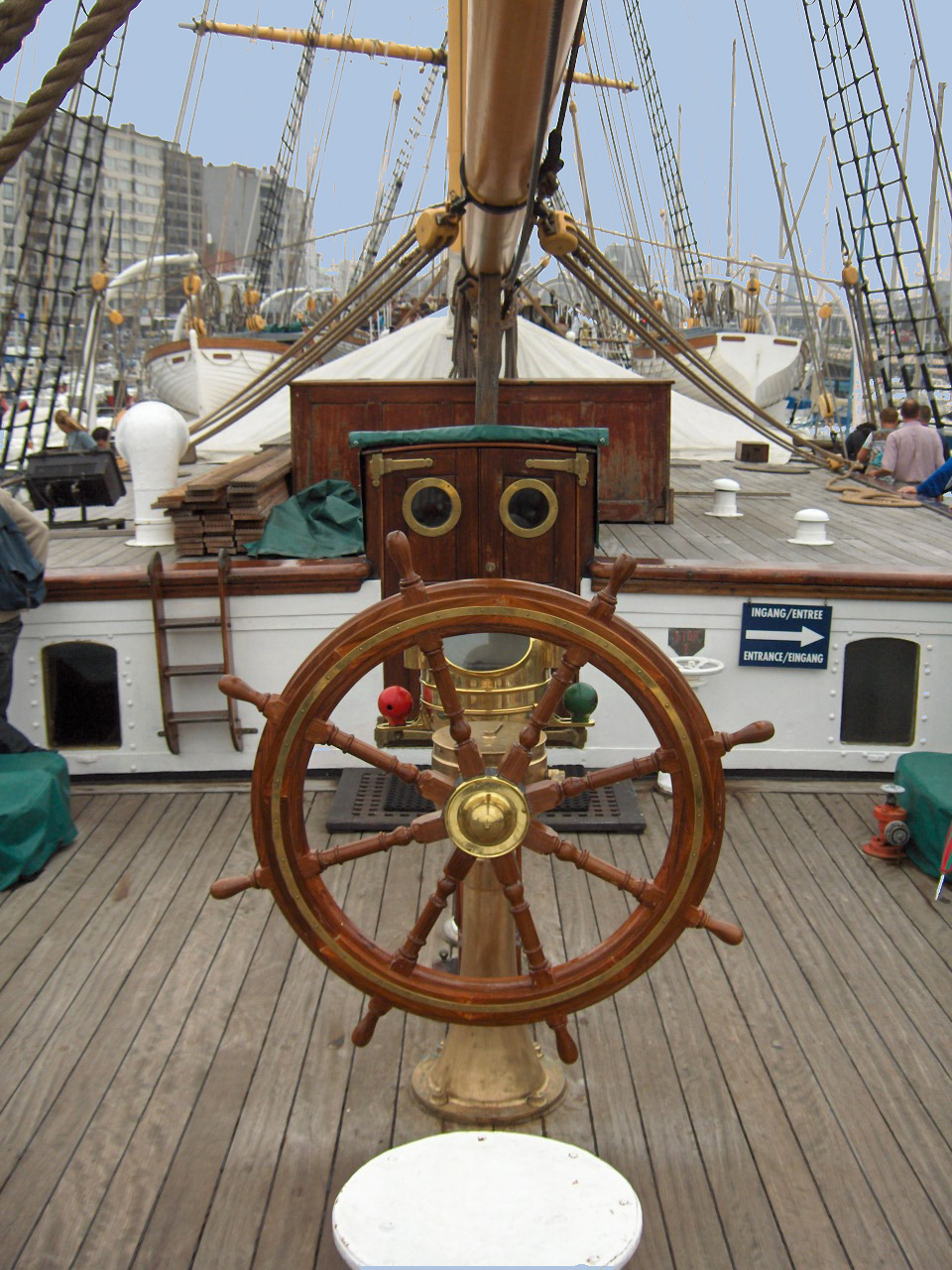
Stuurwiel

Juist voor de WO II uitbrak, was de Mercator op de 20e reis vertrokken naar Belgisch Congo met de opdracht het opstellen van hydrografische kaarten van de Congolese kust. Het schip werd echter in 1943 opgeëist door de Britse Admiraliteit. Het voer onder Britse vlag en werd gebruikt als basis (Submarine Depot Ship) voor Britse duikboten.

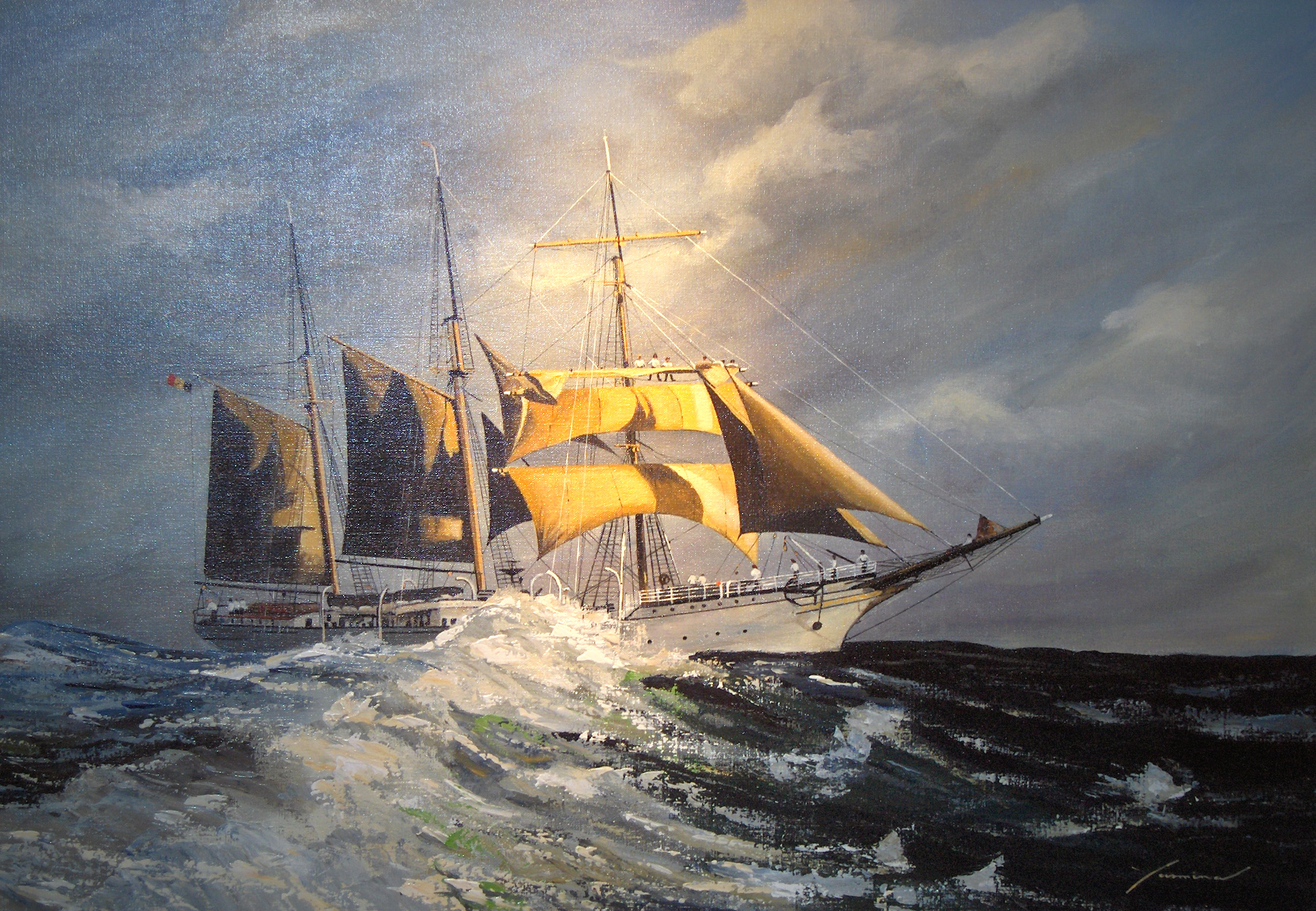
De Mercator op zee
Schilderij door kunstschilderes Yasmina (Oostende, België)

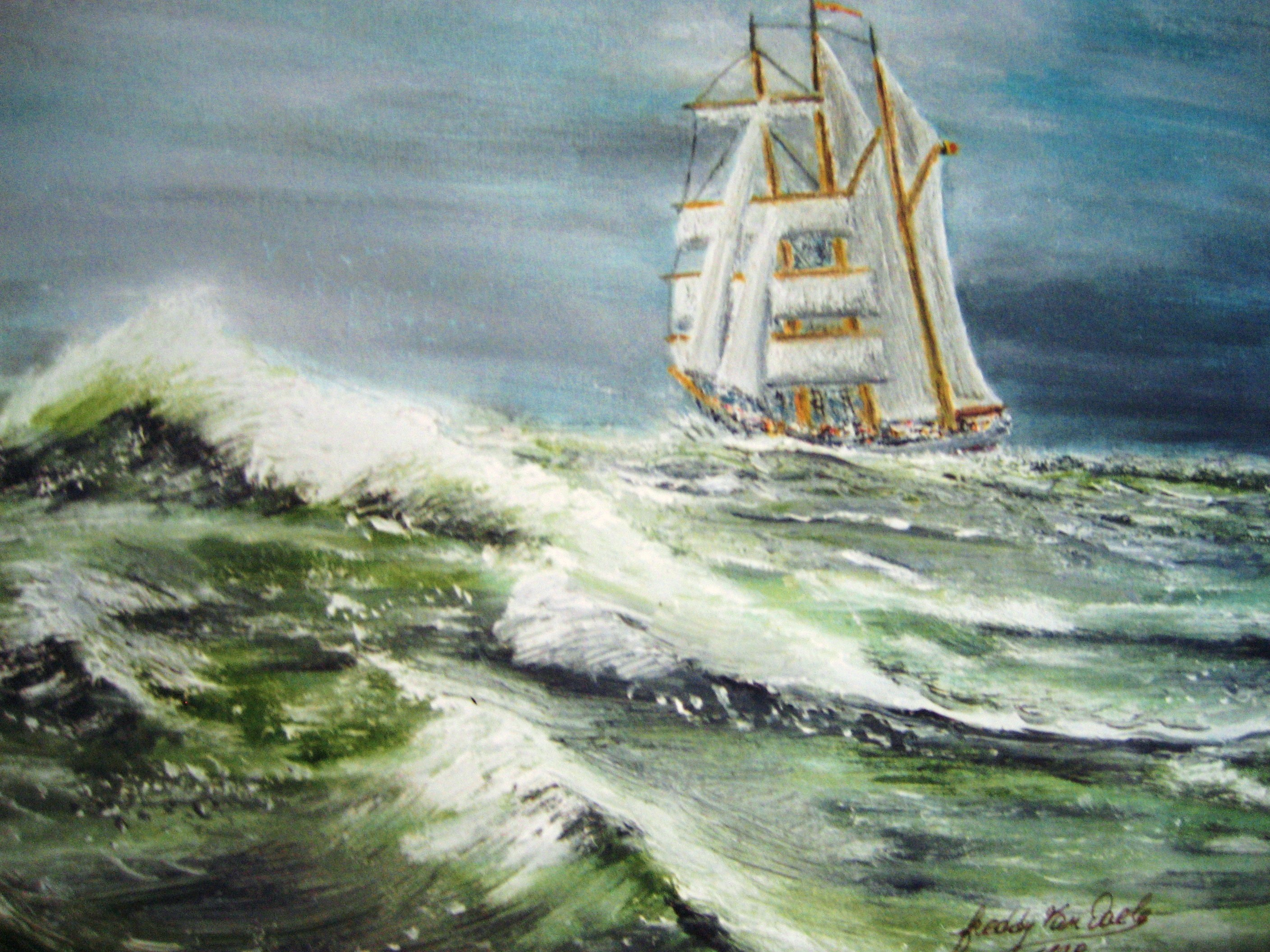
De Mercator
olieverfschilderij door Freddy Van Daele (Hosdent,België)

Het beschadigde schip werd in juli 1945 weer overgedragen aan België en werd in 1947 hersteld in Gent.
Tussen 1951 en 1960 werd de Mercator gebruikt als opleidingsschip en nam ook deel aan drie zeilraces.
In totaal verrichtte de Mercator 54 reizen. De laatste reis was naar Lissabon. Daarna werd het schip in 1960 uit de vaart genomen.

### Museumschip

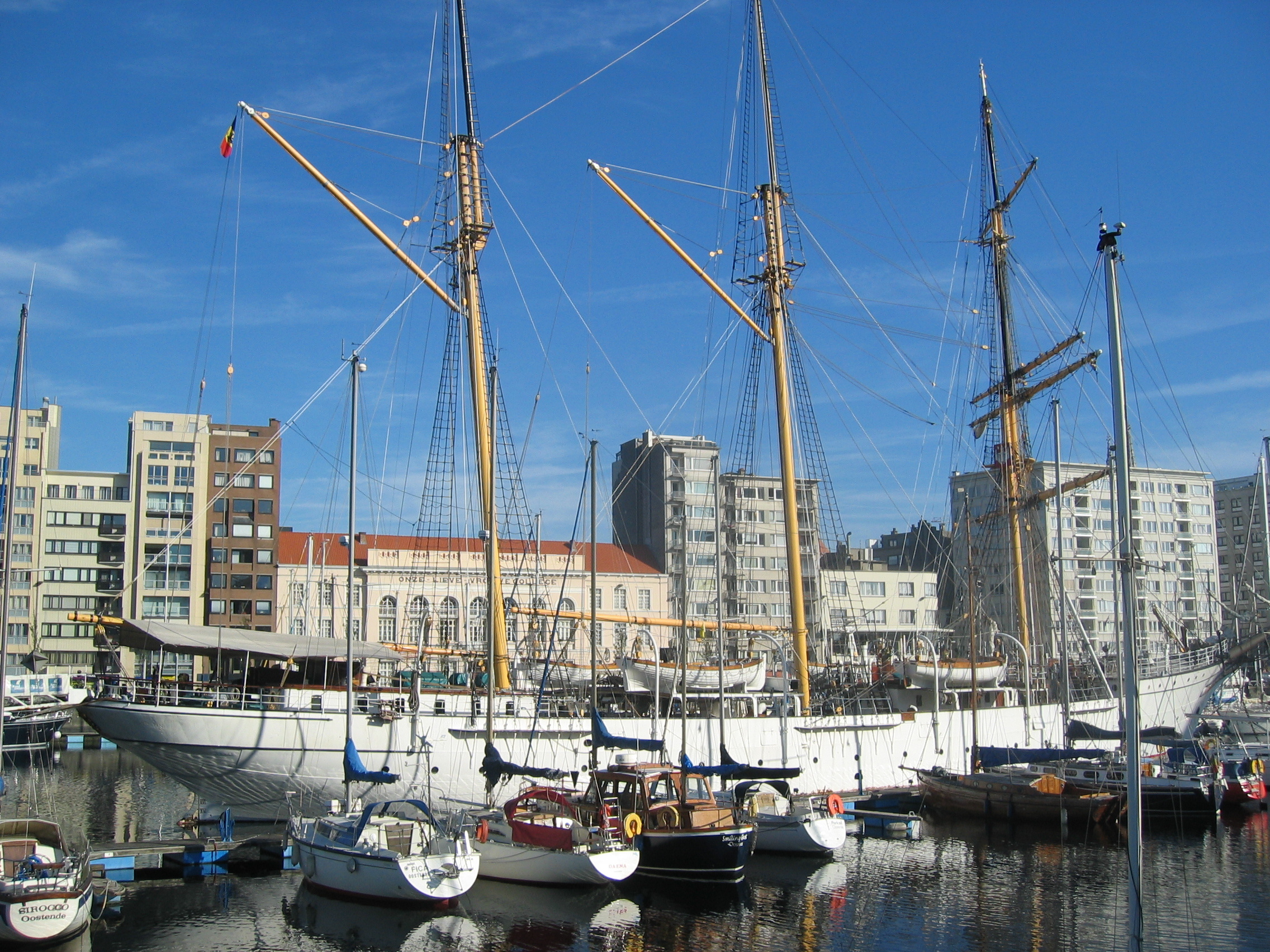
De barkentijn Mercator in Oostende

Vanaf 1961 is het schip ingericht als museumschip, en vanaf 1964, naar aanleiding van de feestelijkheden rond 1000 jaar Oostende, ligt het in de jachthaven voor het stadhuis van Oostende. Het schip maakt dan nog enkele trips, o.a. naar Antwerpen, de eigenlijke thuishaven, maar ligt sinds 1965 bijna ononderbroken in Oostende. Het schip werd door het Vlaams Gewest als beschermd monument verklaard op 24 september 1996 en gedeeltelijk gerestaureerd tussen 1999 en 2000.